# Aeroporto Internacional de Lomé-Tokoin
O Aeroporto Internacional de Lomé-Tokoin (em francês: Aéroport international de Lomé-Tokoin) é um aeroporto internacional localizado na cidade de Lomé, capital do Togo, foi inaugurado um novo terminal em 2015.